# Каховка (спортивний клуб)
Спортивний клуб «Каховка» — український футбольний клуб з міста Каховка Херсонської області. Бронзовий призер Кубка регіонів УЄФА 2004/05. Дворазовий чемпіон України серед аматорів (2002, 2004), срібний призер Чемпіонату України серед аматорів 2003. Володар Кубка України серед аматорів 2004.

## Історія назв
- 1980—1988: «Авангард»
- 1988—1995: «Меліоратор»
- 1995—1999: ФК «Каховка»
- 1999—2001: «Чумак»
- 2001—2006: «КЗЕЗО» / «КЗЭСО»
- 2006—2011: СК «Каховка»
- 2017—2022: СК «Каховка»

У кубку регіонів УЄФА, представляючи Україну, команда грала під російською абревіатурою.

## Історія
У радянські часи команда виступала в чемпіонаті Херсонської області, але з початком періоду Перебудови, команда отримала мецената, який почав забезпечувати команду всім необхідним. У сезоні 1988 року пройшли змагання першої робочої спартакіади Укрсовєта ВДФСО профспілок з футболу на призи «Робітничої газети». Створена навесні команда на базі агропромислового комплексу «Краса Херсонщини», також об'єднавши найкращих гравців «Авангарду» і отримала назву «Меліоратор», для того, щоб представляти Каховку на обласних та республіканських змаганнях, стала володарем почесного призу. Вихованці тренера Віктора Івановича Коваленко, який працював в господарстві заступником директора АПСК «Краса Херсонщини», спочатку стали переможцями Кубка «Наддніпрянської правди». Потім зуміли подолати бар'єр попередніх, чвертьфінальних і півфінальних поєдинків, пробилися до фіналу. З появою фінансової стабільності, «Меліоратор», таку назву носила в тоді каховська команда, в 1988 році переміг в чемпіонаті області, а в 1989 стартував у чемпіонаті УРСР з футболу серед КФК.
Після проголошення незалежності України, «Меліоратор» стартував в першому незалежному чемпіонаті України в перехідній лізі. Команда з першої спроби зайняла 3-є місце в своїй групе і з наступного сезону отримала прописку в другій українській лізі.
У першому сезоні в другій лізі «Меліоратор» зайняв 5-е місце з відставаннам на 8 очок від житомирського «Хіміка», який підвищився в класі. В сезоні 1993/94 в першу лігу згідно з регламентом переходили відразу 4 команди, але каховцям цього разу не вистачило 7-ми очок — в підсумку 6-е місце.
У наступному сезоні фінансова незалежність закінчилася, «Меліоратор» зайнял 9-е місце, і на старт сезону 1995/96 вийшов уже ФК «Каховка». Міського бюджету вистачило лише на півсезону і в підсумку команда знялася із змагань після першого кола (+3=3-40).
Каховська команда знову повернулась на аматорський рівень. В 1999 році з'явився новий спонсор — компанія «Чумак». З цією фінансовою підтримкою команда заграла з новою силою. Одна за одною посипалися перемоги в обласних змаганнях. Але спонсора вистачило лише на 2 сезони і в 2001 році команда змінила назву на «КЗЕЗО» / «КЗЭСО». Так називався новий спонсор — «Каховський завод електрозварювального обладнання» («Каховский завод электросварочного оборудования»). Продовжилися впевнені перемоги в чемпіонаті і кубку області.
У 2002 році була подана заявка на участь в аматорській лізі України.
Дистанція до фінального турніру було пройдено без проблем. Місцем проведення фінального турніру була вибрана Каховка. 8 найкращих команд були поділені на 2 групи і розіграли звання чемпіона. Були переможені «Факел-ГПЗ» із Варви і запорізький «ЗАЛК». У фінальній групі була переможена «Європа» з Прилук 2:0, і вже у матчі, який нічого не вирішував, була нічия з миколаївським «Водником». В наступному чемпіонаті 2003 року було срібло, а в 2004 році знову золоті медалі.
У 2004 році було подано заявку на Кубок регіонів УЄФА. Перший раунд було вирішено провести в Каховці. Для гідного прийому гостей з Грузії, Білорусі і Молдови проведено косметичну реконструкцію стадіону, встановлено індивідуальні пластикові сидіння.
У групі у всіх матчах здобуто перемоги: 8:2 — молдавських, 3:1 — білоруських і 4:0 — грузинських аматорів.
Підсумкова таблиця, попередній етап
|   | Команда                         | І | В | Н | П | МЗ | МП | О |
| - | ------------------------------- | - | - | - | - | -- | -- | - |
| 1 | «КЗЭСО» (Каховка, Україна)      | 3 | 3 | 0 | 0 | 15 | 3  | 9 |
| 2 | «Зооінститут» (Тбілісі, Грузія) | 3 | 2 | 0 | 1 | 10 | 5  | 6 |
| 3 | «Яловена» (Молдова)             | 3 | 1 | 0 | 2 | 5  | 14 | 3 |
| 4 | «Піщевік» (Брест, Білорусь)     | 3 | 0 | 0 | 3 | 3  | 11 | 0 |

Путівку на фінальний турнір в Польщі було завойовано.
В фінальній групі в першому матчі був провал — 1:4 і 2 червоні картки. Але потім 2 перемоги 3:1 і 4:2 та 2 місце в групі.
Підсумкова таблиця, фінальний этап
|   | Команда                    | І | В | Н | П | МЗ | МП | О |
| - | -------------------------- | - | - | - | - | -- | -- | - |
| 1 | «Країна Басків» (Іспанія)  | 3 | 2 | 0 | 1 | 7  | 5  | 6 |
| 2 | «КЗЭСО» (Каховка, Україна) | 3 | 2 | 0 | 1 | 8  | 7  | 6 |
| 3 | «Ірландія»                 | 3 | 1 | 1 | 1 | 6  | 6  | 4 |
| 4 | «Дачія» (Румунія)          | 3 | 0 | 1 | 2 | 8  | 6  | 1 |

У фіналі тріумфувала «Країна Басків», а «КЗЭСО» в матчі за 3-є місце перемогла команду з Словаччини.
Після такого значного успіху спонсор втратив зацікавленість в команді. Клуб став муніципальним і почав називатися СК «Каховка». Міська влада вирішила відхреститися від недавнього успіху і роком заснування команди офіційно вважається 2006. Клуб з переможця перетворився в середняка, єдиним досягненням якого є перемога в 2008 році в кубку області.

## Досягнення
Кубок регіонів УЄФА:
 Бронзовий призер: 2004/05
Перехідна ліга чемпіонату України:
 Бронзовий призер: 1992 (Друга підгрупа)
Чемпіонат України серед аматорів:
 Переможець (2): 2002, 2004
 Срібний призер: 2003
Кубок України серед аматорів:
 Володар: 2004
Чемпіонат Херсонської області:
 Переможець (8): 1988, 1989, 1991, 2000, 2001, 2002, 2003, 2018
 Срібний призер (2): 1990, 2007
 Бронзовий призер (2): 2008, 2019
Кубок Херсонської області:
 Володар (6): 1989, 1990, 2002, 2004, 2008, 2018
 Фіналіст (3): 1991, 2003, 2019
Суперкубок Херсонської області:
 Володар (2): 2017, 2019
Відкритий кубок Асоціації футболу АР Крим та м. Севастополя:
 Бронзовий призер: 2021
Кубку закриття сезону пам’яті Олександра Крупіци:
 Володар: 2018.

## Всі сезони на професійному рівні
| Сезон   | Чемпіонат                | Чемпіонат | Чемпіонат | Чемпіонат | Чемпіонат | Чемпіонат | Чемпіонат | Чемпіонат | Кубок        | Кубок | Кубок | Кубок | Кубок | Кубок | Кубок | Примітка     |
| Сезон   | Ліга                     | Місце     | І         | В         | Н         | П         | М         | О         | Етап         | І     | В     | Н     | П     | М     | О     | Примітка     |
| ------- | ------------------------ | --------- | --------- | --------- | --------- | --------- | --------- | --------- | ------------ | ----- | ----- | ----- | ----- | ----- | ----- | ------------ |
| 1992    | Перехідна Друга підгрупа | 3 з 9     | 16        | 8         | 5         | 3         | 21−16     | 21        | —            | —     | —     | —     | —     | —     | —     | «Меліоратор» |
| 1992/93 | Друга                    | 5 з 18    | 34        | 16        | 9         | 9         | 45−37     | 41        | 1/32 фіналу  | 2     | 1     | 0     | 1     | 2−2   | 2     | «Меліоратор» |
| 1993/94 | Друга                    | 6 з 22    | 42        | 18        | 12        | 12        | 56−37     | 48        | 1/32 фіналу  | 2     | 1     | 0     | 1     | 1−0   | 2     | «Меліоратор» |
| 1994/95 | Друга                    | 9 з 22    | 42        | 21        | 9         | 12        | 49−40     | 72        | 1/32 фіналу  | 2     | 0     | 1     | 1     | 2−5   | 1     | «Меліоратор» |
| 1995/96 | Друга Група А            | 21 з 22   | 40        | 3         | 3         | 34        | 11-49     | 12        | 1/128 фіналу | 1     | 0     | 0     | 1     | 1−3   | 0     | ФК «Каховка» |
| Всього  | Перехідна                | 1 сезон   | 16        | 8         | 5         | 3         | 21−16     | 21        | >4 сезони    | 7     | 2     | 1     | 4     | 6−10  | 5     |              |
| Всього  | Друга                    | 4 сезони  | 158       | 58        | 33        | 67        | 161−163   | 149       |              |       |       |       |       |       |       |              |